# 송진호 (1961년)
송진호(宋珍鎬, 1961년 4월 24일 ~ )는 대한민국의 제5대 경기도 안산시의원이다.

## 학력
- 성남국민학교 졸업
- 순천매산중학교 중퇴
- 고등학교 입학 자격 검정고시 합격
- 고등학교 졸업 학력 검정고시 합격
- 한경국립대학교 경영학과 학사 졸업
- 한경국립대학교 국제경영학과 석사 졸업

### 비학위 수료
- 한경국립대학교 국제개발협력대학원 국제경영학과 석사 수료

## 경력
- 민주당 월피동 협의회장
- 김영환 국회의원 비서
- 한국청소년진로포럼대표
- 안산시 경실련 집행위원
- 통합민주당 경기도당 안산시 상록구 을 정당선거사무소장
- 2008.06 ~ 2010.06 제5대 경기도 안산시의회 의원
- 2008.06 ~ 2008.07 제5대 경기도 안산시의회 전반기 경제사회위원회 위원
- 2008.07 ~ 2010.06 제5대 경기도 안산시의회 후반기 기획행정위원회 위원
- 새정치민주연합 중앙당 대의원
- 시인(한국작가회의 회원)

## 역대 선거 결과
| 선거명          | 직책명                             | 대수           | 정당           | 득표율 | 득표수  | 결과 | 당락                   |
| --------------- | ---------------------------------- | -------------- | -------------- | ------ | ------- | ---- | ---------------------- |
| 제3회 지방 선거 | 경기도 안산시의원(월피동 선거구)   | 4대 (민선 3기) | 무소속         | 37.58% | 3,555표 | 2위  | 낙선                   |
| 6·4 재보궐선거  | 경기도 안산시의원(안산시 라선거구) | 5대 (민선 4기) | 통합민주당     | 31.67% | 2,640표 | 1위  | 경기도 안산시의원 당선 |
| 제5회 지방 선거 | 경기도 안산시의원(안산시 라선거구) | 6대 (민선 5기) | 민주당         | 15.16% | 3,664표 | 4위  | 낙선                   |
| 제6회 지방 선거 | 경기도 안산시의원(안산시 라선거구) | 7대 (민선 6기) | 새정치민주연합 | 12.57% | 3,499표 | 4위  | 낙선                   |